# Světec (Bezvěrov)
Světec je malá vesnice, část obce Bezvěrov v okrese Plzeň-sever v Plzeňském kraji. Nachází se asi čtyři kilometry jižně od Bezvěrova. Světec leží v katastrálním území Světec u Dolního Jamného o rozloze 2,71 km².

## Historie
První písemná zmínka o vesnici pochází z roku 1371.

## Obyvatelstvo
Při sčítání lidu v roce 1921 zde žilo 142 obyvatel (z toho 66 mužů) německé národnosti a římskokatolického vyznání. Podle sčítání lidu z roku 1930 měla vesnice 140 obyvatel: jednoho Čechoslováka, 138 Němců a jednoho cizince. Všichni se hlásili k římskokatolické církvi.
| Rok            | 1869 | 1880 | 1890 | 1900 | 1910 | 1921 | 1930 | 1950 | 1961 | 1970 | 1980 | 1991 | 2001 | 2011 | 2021 |
| -------------- | ---- | ---- | ---- | ---- | ---- | ---- | ---- | ---- | ---- | ---- | ---- | ---- | ---- | ---- | ---- |
| Počet obyvatel | 170  | 153  | 175  | 142  | 151  | 142  | 140  | 47   | 40   | 39   | 34   | 23   | 15   | 17   | 18   |
| Počet domů     | 26   | 26   | 24   | 24   | 24   | 24   | 26   | 17   | 17   | 11   | 10   | 14   | 14   | 14   | 15   |

## Obecní správa
Při sčítání lidu v letech 1869–1950 Světec byl samostatnou obcí, se kterým patřil nejprve do okresu Teplá, ale v letech 1900–1930 v okrese Planá a v roce 1950 v okrese Toužim. V letech 1961–1975 byl částí obce Dolní Jamné v okrese Plzeň-sever. Od 1. ledna 1976 je částí obce Bezvěrov v okrese Plzeň-sever.

## Pamětihodnosti
- Boží muka